# Chango: Afro Cuban Drums
Chango: Afro Cuban Drums è un album di Mongo Santamaría, pubblicato dalla Tico Records nel 1952.

## Tracce
Lato A
1. Changó
2. Conga
3. Ochum
4. Guaguancó

Lato B
1. Elegua
2. Meta
3. Yemayá
4. Abacua

## Musicisti
- Mongo Santamaría - percussioni latine, voce